# Кишкунмайшский район
Кишкунмайшский район (венг. Kiskunmajsai kistérség) — район медье Бач-Кишкун, Венгрия. В состав района входит 6 населённых пунктов, в которых проживает 20 082 жителя.

## Населённые пункты
| Название    | Оригинальное название | Площадь (км²) | Население |
| ----------- | --------------------- | ------------- | --------- |
| Кёмпёц      | Kömpöc                | 30,00         | 803       |
| Кишкунмайша | Kiskunmajsa           | 221,99        | 12 047    |
| Морицгат    | Móricgát              | 32,88         | 554       |
| Санк        | Szank                 | 74,83         | 2622      |
| Чольошпалош | Csólyospálos          | 65,10         | 1753      |
| Яссентласло | Jászszentlászló       | 60,34         | 2632      |